# Da Tavolara a Capo Comino
Da Tavolara a Capo Comino este o arie protejată (sit de importanță comunitară — SCI, arie de protecție specială avifaunistică — SPA) din Italia întinsă pe o suprafață de 99.526 ha, integral marine.

## Localizare
Centrul sitului Da Tavolara a Capo Comino este situat la coordonatele 40°43′01″N 9°52′18″E / 40.717°N 9.8718°E.

## Înființare
Situl Da Tavolara a Capo Comino a fost declarat arie de protecție specială avifaunistică în aprilie 2020 pentru a proteja 5 specii de animale. Situl a fost protejat și ca sit de importanță comunitară în aprilie 2020.

## Biodiversitate
Situată în ecoregiunea mediteraneană, aria protejată nu include niciun habitat protejat.
La baza desemnării sitului se află mai multe specii protejate:
- păsări (4): Calonectris diomedea, Larus audouinii, Phalacrocorax aristotelis desmarestii, Puffinus yelkouan
- mamifere (1): delfin mare (Tursiops truncatus)